# Emilia Clarke
Emilia Isobel Euphemia Rose Clarke (23 d'octubre de 1986) és una actriu anglesa. Coneguda pel seu treball a la pantalla i l'escenari, ha rebut diversos reconeixements, com ara un Empire Award, un Saturn Award, a més de nominacions a quatre Primetime Emmy Awards i set Screen Actors Guild Awards, i una posició al Time 100 el 2019.
Va estudiar al Drama Centre de Londres, on va aparéixer en diverses produccions escèniques. El seu debut televisiu va ser una aparició com a convidada a la telenovel·la mèdica Doctors de la BBC One el 2009. L'any següent, la revista Screen International la va nomenar com una de les "Estreles del demà del Regne Unit" pel seu paper a la pel·lícula de televisió Triassic Attack. Clarke va interpretar a Daenerys Targaryen a la sèrie de televisió de fantasia èpica de HBO Game of Thrones.
Clarke va fer el seu debut a Broadway com Holly Golightly a l'obra de teatre Breakfast at Tiffany's del 2013 i va interpretar a Nina en una producció de The Seagull que va ser suspesa a causa de la pandèmia de la COVID-19. Els seus papers cinematogràfics inclouen Sarah Connor a la pel·lícula de ciència-ficció Terminator Genisys, Qi'ra a la pel·lícula de La guerra de les galàxies Solo: A Star Wars Story i les pel·lícules romàntiques Me Before You i Last Christmas. El 2019, la revista Time la va nomenar una de les 100 persones més influents del món.

## Vida privada
Emilia Clarke va néixer el 23 d'octubre de 1986 a Londres i va créixer a Oxfordshire. El seu pare, Peter Clarke, era un enginyer de so de teatre de Wolverhampton, mentre que la seua mare, Jennifer, era una dona de negocis i és vicepresidenta de màrqueting d'una empresa de consultoria de gestió global a partir del 2020. Té ascendència india per la seua part materna; va declarar en una entrevista del 2018 que la seua àvia materna era filla d'una aventura amorosa secreta entre la seua besàvia i un home del subcontinent indi. La seua àvia portava un maquillatge lleuger per amagar la pell més fosca que havia heretat del seu pare. Clarke acredita aquests antecedents perquè la seua família té una "història de lluitadors", afirmant: "El fet que [la meua àvia] hagués d'amagar el seu color de pell, essencialment, i intentar desesperadament encaixar amb tots els altres devia ser increïblement difícil". En una entrevista a Harper's Bazaar, va declarar que la seua àvia "estimava més l'Índia que no pas Anglaterra" i com a tal, quan va morir, Clarke, de 16 anys, va viatjar a l'Índia per escampar les seues cendres. El seu germà gran, Bennett, treballa a la indústria de l'entreteniment i va formar part del departament de càmeres de Game of Thrones.
Clarke va dir que es va interessar per actuar amb tres anys, després de veure el musical Show Boat. Quan tenia deu anys, el seu pare la va portar a una audició del West End per a The Goodbye Girl, un musical de Neil Simon. Va assistir a l'escola Rye St Antony a Headington i a la St Edward's School d'Oxford, que va abandonar el 2005. En una entrevista de 2016 a Time Out, va declarar: "Vaig anar a internats elegants, però no era la noia elegant d'internat elegant”. També va afirmar que la majoria de la gent del seu internat a Oxford eren d'origen conservador, la qual cosa significava que ella i alguns dels seus amics sovint se sentien forasters. Després de graduar-se, Clarke es va presentar sense èxit a RADA, LAMDA i Guildhall. Va treballar i va viatjar abans d'entrar al Drama Centre de Londres, del qual es va graduar el 2009.

## Carrera

### 2000–2010: Inicis
Clarke va començar a actuar en produccions escèniques mentre anava a l'escola. Va aparéixer en produccions d'estudiants de Twelfth Night i West Side Story mentre assistia a l'escola St Edward's. Després de prendre un any sabàtic, va ser acceptada al Drama Centre de Londres. Clarke també va aparéixer la producció del 2009 de Sense, coproduïda per la companyia de teatre Company of Angels i Drama Centre London.
Un dels seus primers papers cinematogràfics va ser a Drop the Dog, un curtmetratge d'estudiants de la Universitat de Londres. Es va graduar a l'escola de teatre l'any 2009. Va treballar en diverses feines sense actuar després de graduar-se mentre feia audicions per a papers. Va protagonitzar dos anuncis publicitaris per a l'organització benèfica Samaritans, on va interpretar una víctima d'abús domèstic. El seu primer paper acreditat a la televisió va ser una petita aparició en un episodi del 2009 de la telenovel·la britànica Doctors. Va ser elegida per al seu primer paper de cinema professional, interpretant Savannah a la pel·lícula de televisió de 2010 Triassic Attack. La pel·lícula es va estrenar el novembre de 2010 al canal Syfy als Estats Units on va rebre crítiques negatives. Malgrat les crítiques de la pel·lícula, la revista cinematogràfica Screen International la va nomenar com una "Estrela del demà del Regne Unit".

### 2011–2019:Game of Thrones

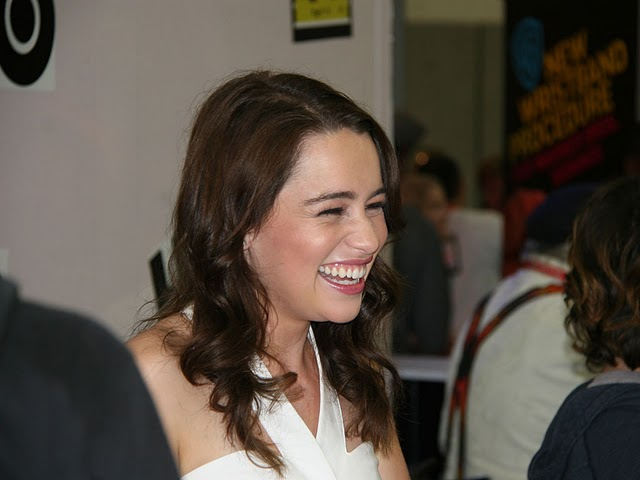
Emilia Clarke a la Comic-Con International 2011

Clarke va ser seleccionada per al seu tercer paper professional el 2010, com Daenerys Targaryen a la sèrie de fantasia de HBO Game of Thrones. Basada en la sèrie de llibres de fantasia A Song of Ice and Fire de George R. R. Martin. Daenerys és un dels últims membres supervivents de la Casa Targaryen que havia governat Westeros des del Tron de Ferro durant gairebé tres-cents anys abans de ser expulsada. Originalment, l'actriu Tamzin Merchant havia estat elegida per al paper de Daenerys, però quan l'episodi pilot es va tornar a rodar a principis de 2010, Merchant va ser substituïda per Clarke. La sèrie des de l'abril del 2011 fins al maig del 2019, amb Clarke interpretant Daenerys al llarg de les vuit temporades.
Va rebre elogis per la seua interpretació de Daenerys, que traça un arc des de noia espantada fins a dona poderosa. Matthew Gilbert, de The Boston Globe, va qualificar les seues escenes d'"hipnotitzants", i va afegir que "Clarke no té molta varietat emocional amb la qual treballar com a Daenerys, a part de la determinació ferotge, i, tanmateix, és fascinant". Emily VanDerWerff per The A.V. Club va comentar la dificultat d'adaptar aquesta evolució d'una pàgina a una altra, però va concloure que Clarke "segella l'acord ací".

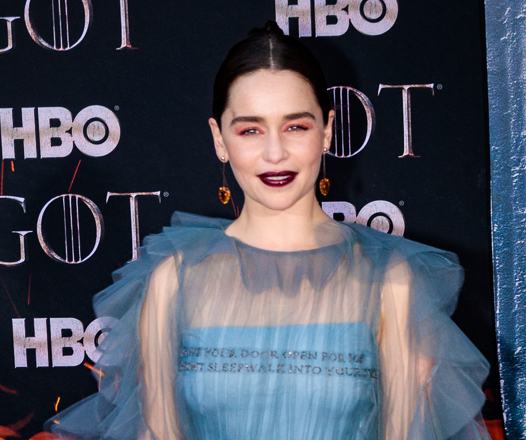
Emilia Clarke a la premier de l'última temporada de Game of Thrones el 2019

Clarke va dir que en ser elegida com a Daenerys, havia evitat el "típic deure de barret que has de fer com a jove actriu britànica". El 2017, es va convertir en una de les actrius més ben pagades de la televisió, guanyant entre 1,2 i 2 milions de lliures per episodi de Game of Thrones. El 2019, va dir que s'havia sentit incòmoda actuant nua en la seua primera experiència als 23 anys davant d'un gran plató, però des de llavors s'havia tornat "molt més sabuda" sobre quin nivell de nuesa es necessita per a una escena. Va rebre múltiples nominacions als premis i va guanyar pel seu paper de Daenerys. Després de la primera temporada, va guanyar el premi EWwy a la millor actriu secundària en un drama el 2011. També va ser nominada tres vegades al Primetime Emmy Award a la millor actriu secundària en una sèrie dramàtica el 2013, 2015 i 2016. Als Emmys 2019, va ser nominada com a millor actriu principal en una sèrie dramàtica, la seua primera nominació a la categoria.
A més del programa de televisió, va prestar la seua veu i imatge al videojoc del 2014 del mateix nom. També va fer un cameo durant el monòleg de Kit Harington a Saturday Night Live l'abril de 2019. Va dir en una entrevista de novembre de 2019 a NPR que si "estigués estereotipada com la mare dels dracs, podria ser pitjor. És realment meravellós." En una entrevista del 2021 amb theSkimm va declarar que canviaria el final del seu personatge.

### 2012-present: papers variats, franquícies de pel·lícules i còmics
El primer paper de Clarke en una pel·lícula va ser al curtmetratge Shackled el 2012. La pel·lícula es va presentar a la sèrie d'antologia de terror d'Amazon Prime Video del 2020 Murder Manual. El mateix any, va protagonitzar al costat d'Elliott Tittensor la pel·lícula de comèdia Spike Island. Detalla un grup d'amics que intenten arribar al concert de l'illa homònima de The Stone Roses el 1990. La pel·lícula es va distribuir originalment només al Regne Unit, però posteriorment va ser recollida per Level 33 Entertainment per a la distribució als Estats Units el març de 2015. De març a abril de 2013, va interpretar a Holly Golightly en una producció de Broadway de Breakfast at Tiffany's. La producció, juntament amb la seua actuació, va rebre crítiques diverses de la crítica. Més tard aquell any, també va protagonitzar la pel·lícula dramàtica de comèdia negra i crim Dom Hemingway al costat de Jude Law.
El maig de 2013 va participar en una adaptació cinematogràfica de la novel·la The Garden of Last Days. James Franco havia de dirigir i protagonitzar la pel·lícula, però va deixar el projecte dues setmanes abans de rodar després de diferències creatives amb el distribuïdor de pel·lícules Millennium Entertainment. En una entrevista del 2019 a The Hollywood Reporter, Clarke va dir que se li va oferir el paper d'Anastasia Steele a Cinquanta ombres de Grey. Va dir que va rebutjar el paper a causa de la nuesa requerida.
El 2013, va interpretar a Sarah Connor a la pel·lícula d'acció de ciència-ficció Terminator Genisys. La pel·lícula, que també protagonitza Arnold Schwarzenegger, Jai Courtney i Jason Clarke, va rebre crítiques desfavorables de la crítica, però va ser un èxit de taquilla, amb una recaptació de més de 440 milions de dòlars a tot el món. Clarke va ser nominada al Teen Choice Award per Choice Summer Movie Star - Female i millor actriu internacional als Jupiter Awards 2016 per la seua actuació.

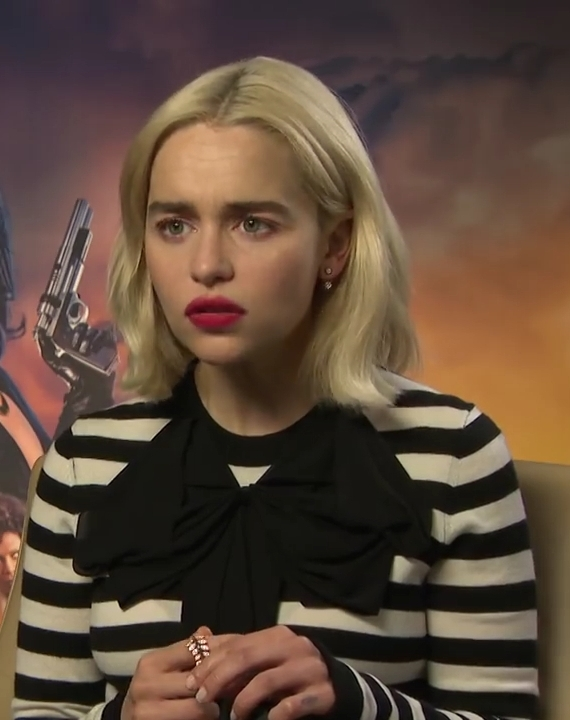
Emilia Clarke promocionant Solo: A Star Wars Story el 2018

Va actuar com a protagonista femenina, al costat de Sam Claflin, a l'adaptació cinematogràfica de la novel·la homònima, Me Before You. La pel·lícula, estrenada el 3 de juny de 2016 i dirigida per Thea Sharrock, va rebre crítiques diverses. La pel·lícula va ser un èxit de taquilla amb uns ingressos mundials de 200 milions de dòlars. Pel seu paper de Louisa "Lou" Clark, va compartir nominacions amb Sam Claflin al Teen Choice Award i al MTV Television Tearjerker Award. El 2017, va interpretar el paper de la infermera Verena a la pel·lícula de thriller psicològic sobrenatural Voice from the Stone. La pel·lícula es va estrenar l'abril de 2017 per un temps límitat, seguida de vídeo a la carta i HD digital.
El novembre de 2016 va ser elegida com a protagonista femenina a Solo: A Star Wars Story. La pel·lícula, que va ser dirigida per Ron Howard i estrenada el maig de 2018, detalla els orígens dels personatges de La guerra de les galàxies Han Solo i Chewbacca. Clarke va interpretar a Qi'ra, l'amiga de la infància i l'interés amorós de Han. La pel·lícula va rebre crítiques favorables tot i ser la segona pel·lícula de Star Wars amb menys recaptació. La pel·lícula es va estrenar el 25 de maig de 2018. La seua actuació va rebre crítiques positives i molts la van qualificar com una de les més destacades de la pel·lícula. Clarke, juntament amb Jack Huston, van ser elegits el 2016 com a protagonistes a la pel·lícula Above Suspicion que es va estrenar el 2019. La pel·lícula està basada en una novel·la de thriller de Joe Sharkey i dirigida per Phillip Noyce, i es va anunciar al Festival de Cannes 2016. La pel·lícula va rebre crítiques generalment favorables amb l'actuació de Clarke molt elogiada per la crítica. També va tenir un llançament turbulent que la va deixar vulnerable a la pirateria. A finals del 2019, Clarke va protagonitzar al costat de Henry Golding la comèdia romàntica Last Christmas. La pel·lícula va ser escrita per Emma Thompson i dirigida per Paul Feig. En una entrevista de gener de 2020 a la revista Bustle, Clarke va declarar que es va inspirar en el personatge de Will Ferrell a la pel·lícula de comèdia Elf de 2003. Malgrat les crítiques desfavorables, els crítics van elogiar l'actuació de Clarke i la pel·lícula es va convertir en un èxit de taquilla amb una recaptació de més de 121 milions de dòlars a tot el món.

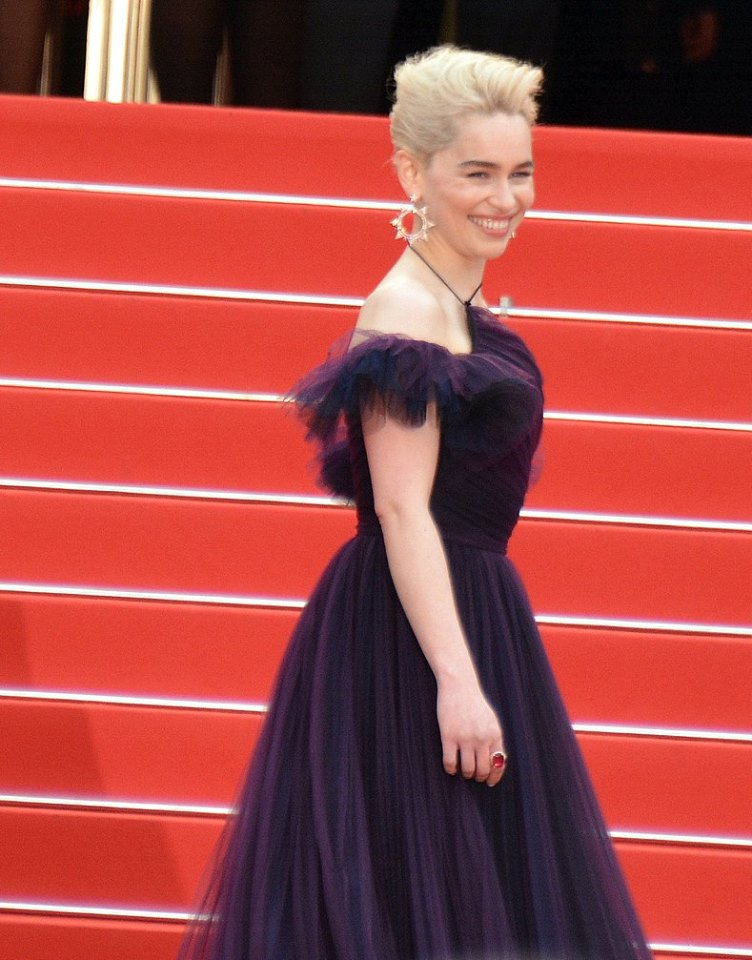
Emilia Clarke el 2018

El 2015 va signar amb l'empresa de productes de luxe Dior per ser la cara de la col·lecció de joies Rose des Vents. El 2018, Dolce & Gabbana va anunciar que seria l'ambaixadora de la marca de la fragància "The Only One". Va protagonitzar un anunci, que va ser dirigit per Matteo Garrone per al perfum. L'empresa de cosmètics Clinique va anunciar Clarke com la seua primera ambaixadora global a principis del 2020.
Clarke va interpretar a Nina a la producció del West End de The Seagull d'Anton Txékhov, dirigida per Jamie Lloyd, que va començar les preestrenes l'11 de març de 2020 al Playhouse Theatre. La producció es va suspendre el 16 de març a causa de la pandèmia de la COVID-19. L'obra és la primera producció del West End de Clarke. La producció es va reprendre dos anys més tard al juliol de 2022 i es va emetre internacionalment a través del National Theatre Live. El 2021, Emilia va publicar el primer d'una sèrie de còmics titulada M.O.M.: Mother of Madness que va escriure amb Marguerite Bennett.
El 2022, Clarke va participar en la pel·lícula d'animació The Amazing Maurice. La pel·lícula, que és una adaptació de The Amazing Maurice and His Educated Roents de Terry Pratchett, es va estrenar al Regne Unit el 16 de desembre de 2022. El gener de 2023, Clarke va protagonitzar i va ser productor executiu de The Pod Generation. La pel·lícula es va estrenar al Festival de Cinema de Sundance i va ser dirigida per Sophie Barthes.
El maig de 2019 es va anunciar que Clarke interpretaria la poeta anglesa Elizabeth Barrett a la pel·lícula Let Me Count the Ways, que el director de The Wife Björn Runge havia de dirigir. L'abril de 2021 es va unir al repartiment de Secret Invasion per a Disney+, ambientat a l'univers cinematogràfic Marvel, que es va estrenar el 21 de juny de 2023. L'octubre de 2021 va ser seleccionada per interpretar Jean Kerr, esposa de Joseph McCarthy, en un biopic titulat McCarthy. L'octubre de 2022, es va anunciar que  interpretaria l'autora irlandesa Constance Lloyd a la pel·lícula An Ideal Wife de la directora Sophie Hyde.

## Vida privada
Clarke resideix al districte londinenc d'Islington. El 2016, va comprar una casa per valor de 4,64 milions de dòlars a Venice Beach, Califòrnia, però finalment la va vendre el desembre del 2020. En una entrevista de 2013 amb Allure, va declarar que la seua mare li posava unes regles quan era jove: "No et drogues, no tingues relacions sexuals i no et toques les celles". Va afirmar que va patir assetjament quan era petita per "tenir unes celles ridícules".
En un assaig que va escriure per a The New Yorker el 2019, va revelar que havia patit una hemorràgia subaracnoidal causada per un aneurisma trencat el febrer de 2011. Es va sotmetre a una cirurgia endovascular urgent i posteriorment va patir afàsia, i en un moment no va poder recordar el seu nom. Va tenir un segon aneurisma tractat quirúrgicament el 2013.
Un cop finalitzada la filmació de l'última temporada de Game of Thrones, com a homenatge al seu paper de Daenerys Targaryen, va celebrar el seu pas pel programa amb un tatuatge al canell d'un trio de dracs voladors.

### Filantropia
Clarke ha donat el seu suport a diverses organitzacions benèfiques. El setembre de 2011, es va unir a l'SMA UK Trust Team com a ambaixadora. El SMA Trust recapta fons per a la investigació de l'atròfia muscular espinal. L'agost de 2017, es va convertir en mecenes d'Open Door, una organització sense ànim de lucre que pretén ajudar els joves a accedir a les audicions de les escoles de teatre. Va subhastar l'oportunitat de veure un episodi de Game of Thrones amb ella a la gala benèfica de Sean Penn del 2018, que va recaptar més de 120.000 dòlars en benefici de les organitzacions J/P HRO & Disaster Relief. El febrer de 2018, va presentar els guardonats als Centrepoint Awards de Londres, que celebra el coratge demostrat pels joves sense llar.
L'abril de 2018, va ser nomenada l'única ambaixadora al Royal College of Nursing (RCN). Com a ambaixadora de la RCN, Clarke es va comprometre a utilitzar la seua veu per lluitar per una major inversió en infermeria i desafiar les idees errònies. Clarke també es va comprometre a unir-se a les infermeres i als treballadors sanitaris per abordar els problemes que afecten la professió, inclosa la disminució de la formació i l'escassetat de la mà d'obra actual.
Clarke també va ser una de les nombroses actrius amb seu al Regne Unit que va donar la seua veu a la iniciativa Time's Up, destinada a exposar l'assetjament i l'abús sexual i a crear una societat lliure de discriminació de gènere en el lloc de treball. L'agost de 2018, Clarke, junt a Gemma Arterton, Lena Headey, Tom Hiddleston, Felicity Jones, Wunmi Mosaku, Florence Pugh, Gemma Chan i Catherine Tate, van aparéixer al curtmetratge titulat Leading Lady Parts, que va apuntar al problema de la indústria cinematogràfica respecte a la desigualtat de gènere durant el procés de càsting.
El 2019, després de revelar els aneurismes cerebrals que va patir el 2011 i el 2013, Clarke va llançar la seua pròpia organització benèfica anomenada SameYou. L'organització pretén ampliar l'accés a la neurorehabilitació dels joves després d'una lesió cerebral o un ictus. El 26 de setembre de 2019, va coorganitzar una emissió en directe de YouTube amb el youtuber irlandés Jacksepticeye que va recaptar més de 200.000 £ per a SameYou. Després de la conclusió de l'última temporada de Game of Thrones, es va iniciar una recaptació de fons anomenada "Justice for Daenerys" en la qual els fans de la sèrie van recaptar més de 83.000 lliures per a la seua organització benèfica. Segons el creador de la recaptació de fons, el propòsit era mostrar col·lectivament el seu agraïment tant per Clarke com pel personatge de Daenerys Targaryen. El 2020, Clarke va rebre el premi Public Leadership in Neurology de la American Brain Foundation pels seus esforços per conscienciar sobre la neurorehabilitació.
L'abril de 2020, Clarke va començar una recaptació per ajudar a recaptar fons per la COVID-19. La recaptació de fons, que tenia com a objectiu recaptar 250.000 lliures, donaria suport tant a l'Hospital de rehabilitació Spaulding de Boston, Massachusetts, com a l'Hospital University College de Londres. La nova iniciativa de l'organització pretenia posar una part més gran de llits a disposició dels pacients amb coronavirus proporcionant una clínica de rehabilitació virtual per a les persones que es recuperen de lesions cerebrals i ictus. En una resposta addicional a la pandèmia de coronavirus, va anunciar el llançament d'una sèrie de lectures de poesia a Instagram. Les lectures deriven d'una col·lecció anomenada The Poetry Pharmacy: Tried-and-True Prescriptions for the Heart, Mind and Soul. Va començar la sèrie llegint un poema sobre la solitud, que va dedicar a la seua entitat benèfica SameYou i va anunciar que altres intèrprets s'unirien a la iniciativa, afirmant que cada intèrpret dedicaria la seua lectura a una organització benèfica de la seua elecció.
El setembre de 2020, es va unir a Emma Thompson, Sanjeev Bhaskar i Robert Lindsay en una lectura virtual de l'obra Private Lives del dramaturg anglés Noël Coward. Es va anunciar que tots els fons recaptats amb l'actuació s'utilitzarien com a subvenció de crisi per donar suport a aquells de la indústria del teatre que tenien dificultats financeres a conseqüència de la pandèmia de la COVID-19.